# Live in Japan (Real Group-album)
Live in Japan från 16 oktober 2013 är ett livealbum av a cappella-gruppen The Real Group inspelat under deras turné i Japan.

## Låtlista[2]
| Nr | Titel                                                                                   | Spelningstid |
| -- | --------------------------------------------------------------------------------------- | ------------ |
| 1  | Göta                                                                                    | 5:07         |
| 2  | Pass Me the Jazz                                                                        | 3:51         |
| 3  | Nature Boy                                                                              | 4:10         |
| 4  | Lucky Luke                                                                              | 3:39         |
| 5  | Bad                                                                                     | 5:03         |
| 6  | Hellosong                                                                               | 3:48         |
| 7  | A Life for Me                                                                           | 4:59         |
| 8  | Catching the Big Fish                                                                   | 3:31         |
| 9  | Harder Better Faster Stronger                                                           | 3:36         |
| 10 | Gee, Mine or Mozart's                                                                   | 4:11         |
| 11 | Love's Forever, Love's for You, For Me, For Now                                         | 3:55         |
| 12 | Words                                                                                   | 3:24         |
| 13 | Julfemman                                                                               | 3:06         |
| 14 | Mister Father                                                                           | 3:54         |
| 15 | Medley: Flight of the Foo-Birds / Shiny Stockings / Li'l Darlin / Splanky / Whirly Bird | 5:48         |

## Listplaceringar
| Lista (2013–14) | Topplacering |
| --------------- | ------------ |
| Sverige         | 16           |